# Casa del Poeta Tràgic
La Casa del Poeta Tràgic és un conjunt de ruïnes situat a Pompeia, antiga ciutat romana destruïda i sepultada per les cendres de l'erupció del Vesuvi l'any 79. La construcció aparegué en excavacions de novembre de 1824 i immediatament va adquirir fama entre els estudiosos per les associacions fetes entre la seua arquitectura i el contingut trobat a l'interior amb texts antics. La residència es feu famosa pel best-seller Els últims dies de Pompeia, d'Edward Bulwer-Lytton, de 1834. La casa també és coneguda per les il·lustracions de les parets, entre les quals hi ha la que va donar origen al seu nom. L'element més referenciat n'és el mosaic d'un cadell situat al terra de l'entrada, acompanyat de l'avís "CAVI CANEM" ("Alerta amb el gos").

## Redescoberta

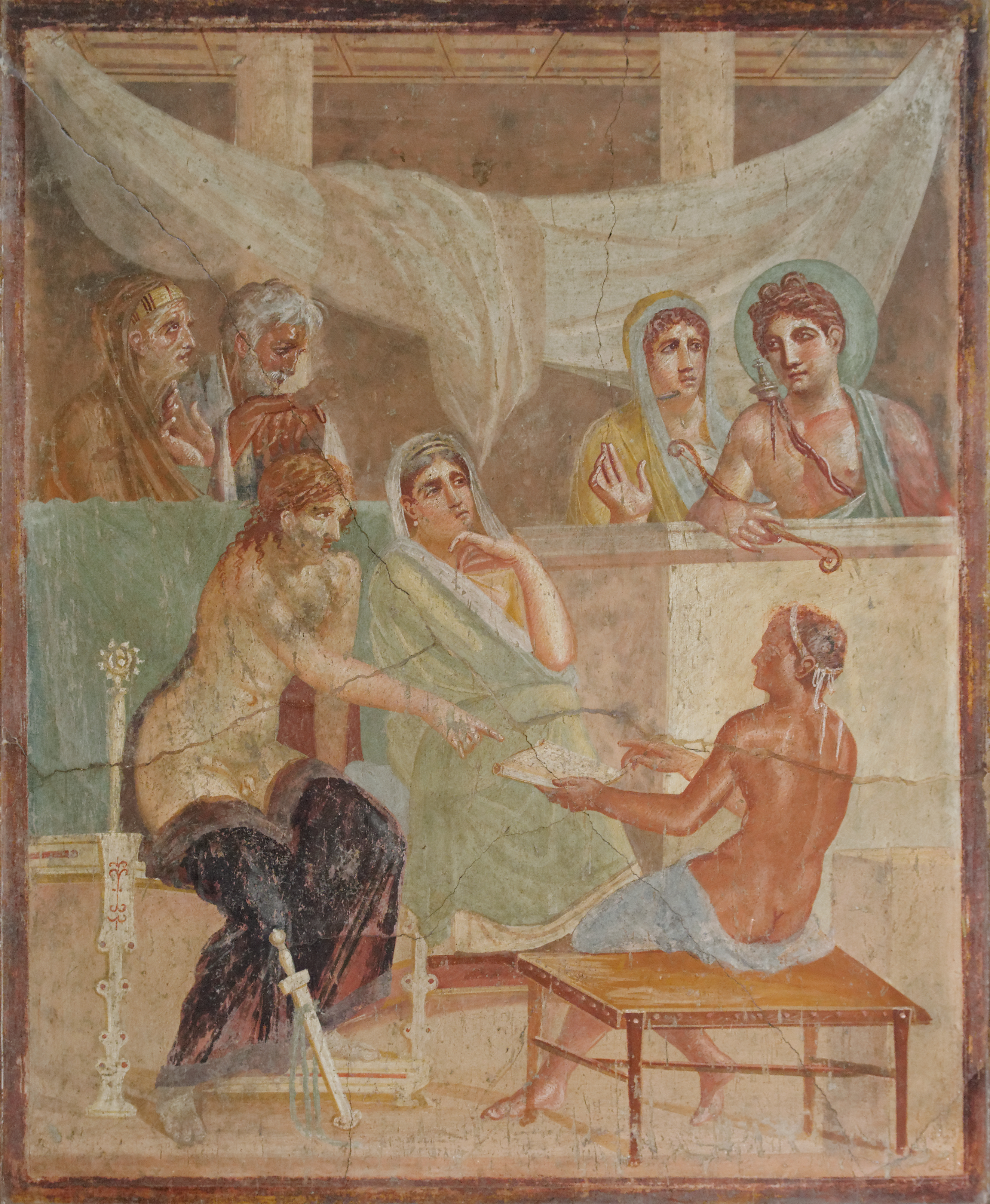
Pintura que retrata la història d'Admetos, Museu Arqueològic Nacional de Nàpols

Les excavacions van revelar les ruïnes de la que fou anomenada "Casa del Poeta Tràgic" el 1824. La seua redescoberta va generar eufòria per la riquesa i bellesa dels detalls presents en l'ornamentació d'un sol edifici, tot i ser una estructura relativament petita. Les seues pintures van atraure molta atenció, i algunes en foren dutes al Museu Arqueològic Nacional de Nàpols. Altres pintures que restaren en la casa sofriren efecte dels elements climàtics, i les imatges se'n desgastaren i s'oblidà la perspectiva original que es tenia de l'ambient.
La idea original del nom atribuït a la casa no té relació amb el treball o afecció del seu propietari, sinó en la pintura mural trobada en una paret. La interpretació feta quan es redescobrí la casa era que la pintura es tractava d'un poeta recitant, alguna cosa segurament tràgica, per a un grup de persones espantades per allò dit. L'explicació acceptada actualment és que la il·lustració no retrata un poeta tràgic, sinó l'escena mítica en què Alcestis rep la informació que la vida del seu marit, Admetos, pot ser estalviada en paga del sacrifici d'una altra persona en el seu lloc, així, oferint la seua vida per estalviar la del seu marit.

## Arquitectura de la casa
El conjunt arquitectònic de la casa també es va fer famós per la semblança de l'organització i distribució dels seus espais interns amb la descripció coneguda del que seria el patró residencial de la Roma antiga, descrit per l'arquitecte romà Vitruvi en l'obra De Architectura.

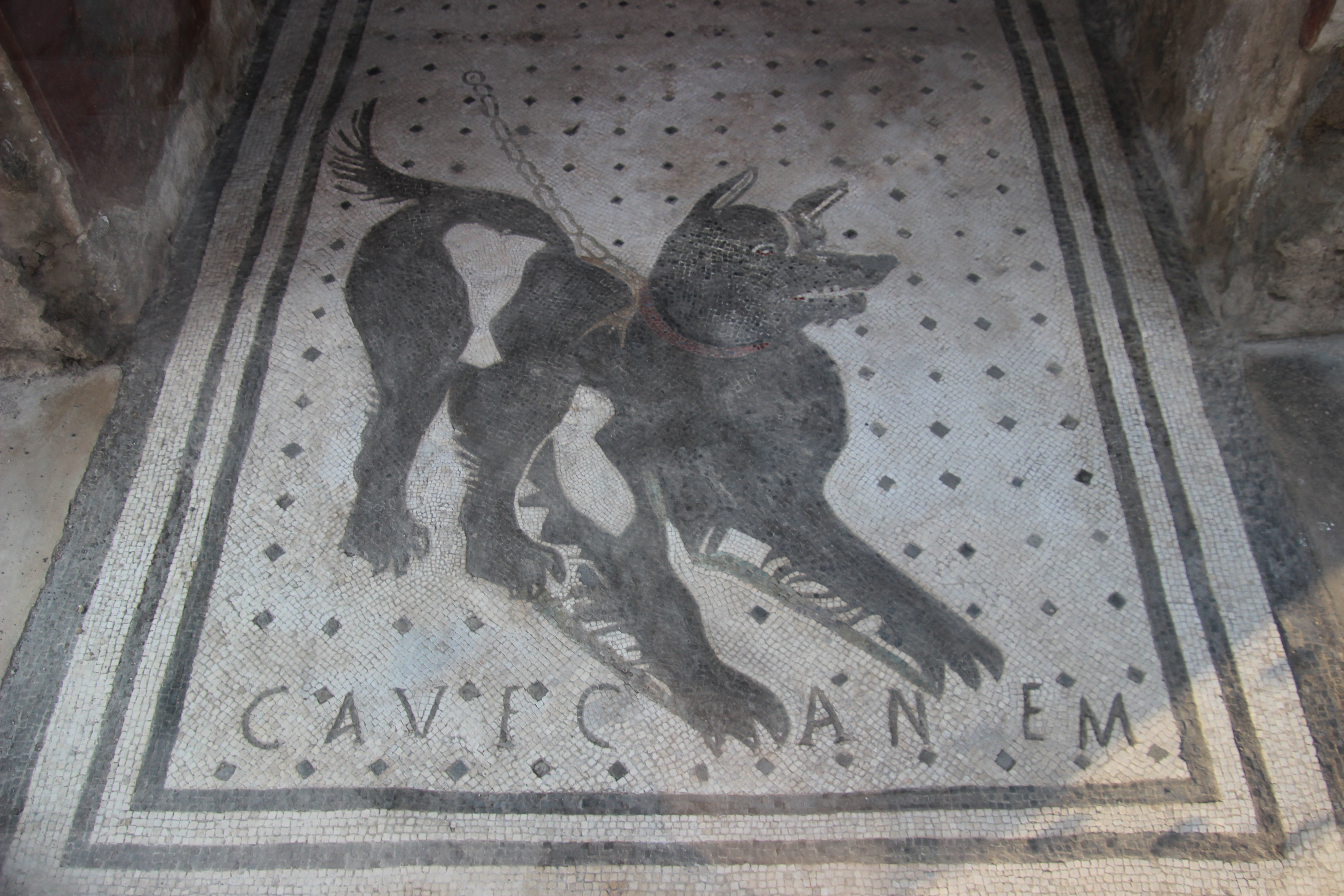
Mosaic trobat al sòl del vestíbul

La façana de la casa es compon d'una portada d'entrada localitzada entre els accessos a dues cambres menudes, també connectades a l'interior de la casa per portes internes al corredor d'accés. No se sap del cert quines serien les funcions atribuïdes a aquests dos espais; potser foren peces per als servents, visites o botigues pertanyents a l'amo del conjunt de la propietat. És al corredor d'accés, al vestíbul, on es troba el mosaic amb l'avís d'un gos. El corredor duu fins al primer espai obert de la casa, el pati, adornat amb sis pintures murals amb escenes de mitologia grega. Al bell mig hi ha una piscina per a aigües pluvials que abasteix el pou trobat al costat, a més de petites habitacions situades al voltant d'aquest espai i accessibles només a través seu. Les dues escales de la casa es troben al pati, malgrat que el segon pis desaparegué per l'erupció. L'accés de visitants a la casa seria controlat a partir d'aquest punt per un porter, localitzat al cubicle a l'esquerra de qui arriba a partir del vestíbul.

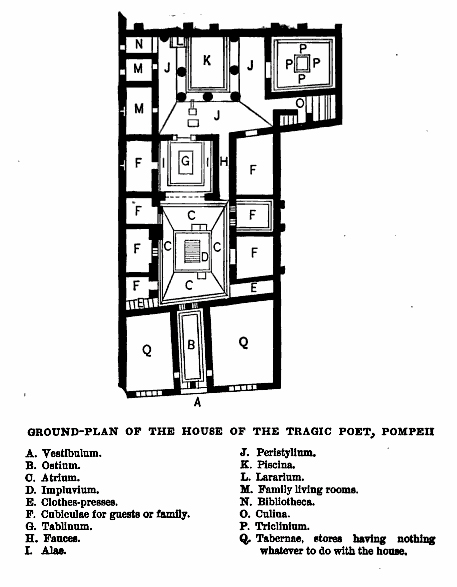
Planta de la casa

El segon espai obert de la casa connecta el pati amb el peristil, un jardí al fons de la casa amb columnates en tres costats. Ací es trobà un altar amb el tema conservat amb pintures, ja esborrades per l'efecte desgastant del clima. La cuina és entre les cambres que envolten el peristil: hi ha l'única latrina trobada en les excavacions.

### L'espai públic i el privat
Segons l'arqueòleg francés Desiré-Raoul Rochette, la casa hauria estat dividida en una esfera pública i una altra de privada, i la primera serviria d'escenari per a les activitats públiques del propietari i l'altra per a la intimitat dels habitants. L'accés als espais privats seria restringit per la invitació del propietari. La perspectiva de l'esfera pública ix de la porta principal; l'accés es realitza pel corredor d'entrada que, seguit pel costat esquerre, acaba en els grans espais de recepció del pati, seguit més al fons i, pel costat dret, el peristil. La dimensió privada comença per una entrada secundària al fons de la casa, des del peristil fins al triclini.

### Influència posterior

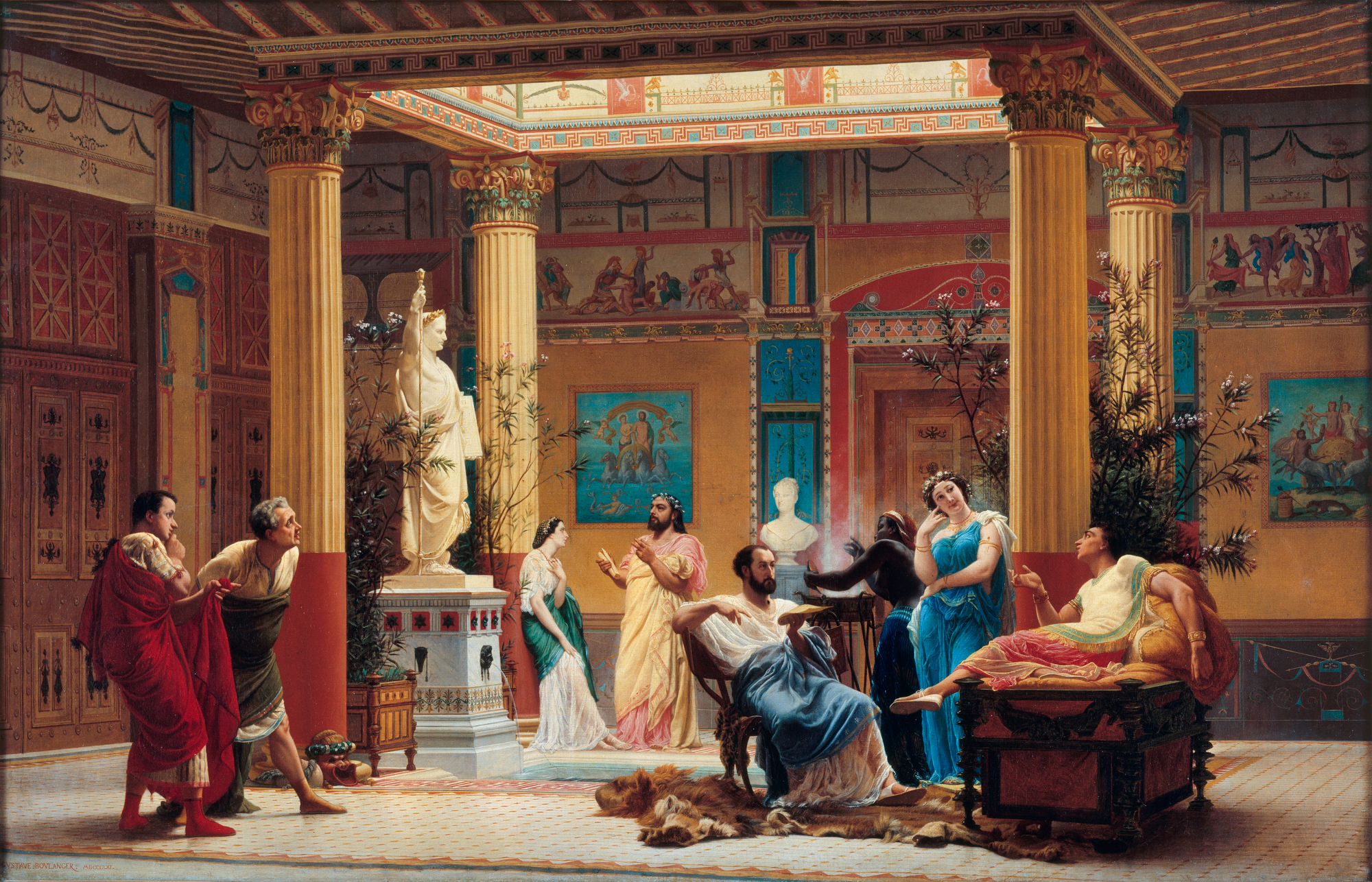
Gustave Boulanger: The Flute Concert, 1861

El conjunt arquitectònic també va influenciar algunes obres del món contemporani. El 1854, la casa s'usa com a model de la "cort pompeiana" per a l'elaboració d'una casa de te al Palau de Cristall. La casa també fou imitada al carrer de Montaigne, a París. El palau del Príncep Jérôme Bonaparte es projectà seguint l'esquema de la Casa del Poeta Tràgic, per l'arquitecte Alfred-Nicolas Normand, que fotografià detalls que encara existien en el jaciment arqueològic al 1851. L'organització i ornamentació del palau s'inspiraren en la concepció d'allò que seria una "casa romana", on el príncep gaudiria de moments de diversió amb els seus convidats. El palau i les reunions del príncep amb els seus amics els replega la pintura The Flute Concert, de Gustave Boulanger.

## Pintures
A la casa van aparéixer més de vint panells. Més tard, se n'endugueren sis al Museu Arqueològic Nacional de Nàpols, on es troben en exposició. La selecció de les imatges extretes es feu per la seua relació amb la literatura, sobretot amb la Ilíada. Els panells al·ludeixen a temes heroics i mitològics.
Els panells trets de la Casa del Poeta Tràgic il·lustren diferents situacions, la majoria sobre mitologia grega: les noces d'Hera i Zeus, en què Zeus convenç la núvia a revelar el rostre; l'escena en què Aquil·les lliura Briseida al rei grec Agamèmnon; l'últim pas d'Hèlena per deixar el seu país natal i embarcar cap a Troia; el panell que va donar origen al nom de la casa i recorda el moment en què Alcestis és informada sobre la possibilitat que la vida del seu marit, Admetos, siga estalviada si s'hi sacrifica una altra persona. Al segle I, Alcestis es considerava per la majoria dels romans com l'exemple ideal de dona a seguir. Un dels frescs retrata un moment decisiu abans de la Guerra de Troia, en què Agamèmnon sacrifica Ifigenia, mentre el vident Calcant rep una revelació divina. Entre les peces dutes al museu, el mosaic que presenta els bastidors de la preparació d'una sàtira grega es tragué del terra i és prou diferent dels altres panells de les parets de la casa.
|  |  |  |
|  |  |  |

## Cultura popular
La casa es feu famosa amb la publicació d'Els últims dies de Pompeia, d'Edward Bulwer-Lytton, del 1834, pocs anys després de les excavacions. El llibre narra la relació dels personatges Glauc i Ione, una parella d'amants que viuen a Pompeia i prenen part en la fugida de la destrucció causada per l'erupció del Vesuvi. L'ambient en què la trama és desenvolupada es basa en investigacions científiques. La història ocorre sobre el teló de fons històric del jaciment arqueològic de Pompeia, i l'obra es dedica a l'arqueòleg anglés William Gell.